# Culture du riz
 (avril 2016).

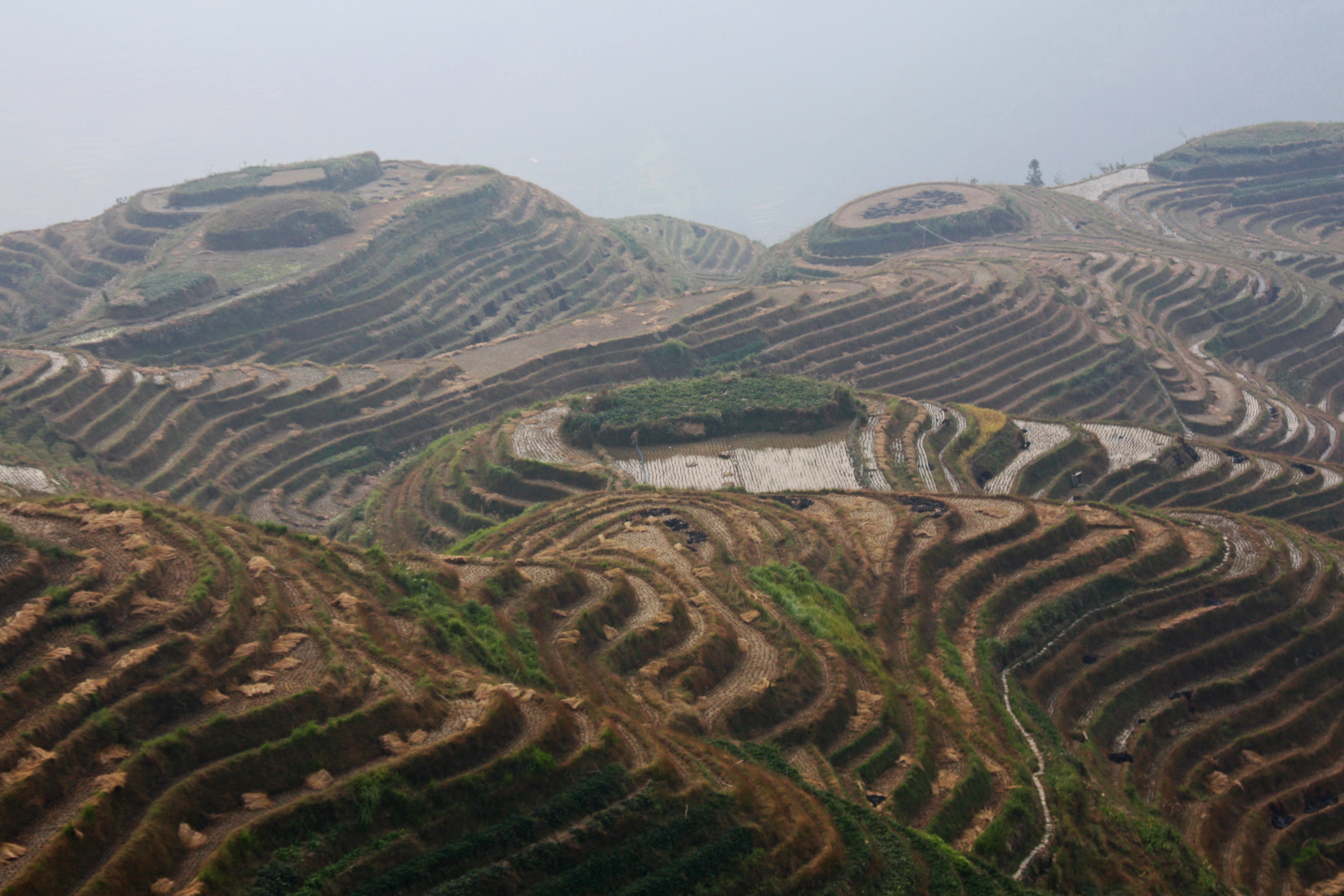
Rizières traditionnelles en terrasses dans les environs de Guilin, en Chine (2008).

La culture du riz (ou riziculture) est apparue au Néolithique. La culture du riz en terrain non-inondé est la plus ancienne ; elle est encore pratiquée par des populations pratiquant une agriculture traditionnelle, comme certains indigènes des Philippines. Mais elle ne produit pas les énormes rendements fournis par les rizières inondées, qui se sont imposées partout où le climat le permet. La croissance du riz nécessite en effet de fortes chaleurs et de grandes quantités d'eau : contrairement au blé, sa production est donc limitée essentiellement aux zones tropicales et subtropicales, et aux marges des zones tempérées.
La riziculture a été l'une des bases de la révolution verte, des années 1960 à nos jours, non sans impacts socio-économiques sur les populations paysannes, avec un exode urbain entrainé par la mécanisation ; le recours massif à l'agrochimie (engrais, pesticides), puis aux plantes transgéniques a eu des conséquences négatives importantes sur la biodiversité, pour les auxiliaires de l'agriculture et pour la santé des riziculteurs,.

## Histoire
L'Homme a commencé à cultiver le riz il y a près de 10 000 ans, lors de la révolution néolithique. C’est en Chine que l'on trouve les premières traces de domestication du riz vers - 9000.
Plus précisément, c'est sur les sites de Changshan et Hehuashan (en Chine) qu'une équipe de chercheurs coordonnée par Jiajing Wang (professeur adjoint d'anthropologie) ont récemment trouvé des outils de pierre taillée confirmant que cette denrée était déjà cultivée à cette époque.
Le riz est mentionné dès 1393 en France, dans le Mesnagier de Paris, mais c'est encore un produit d'importation. Les musulmans l'introduisent en Al-Andalus (péninsule Ibérique). En Italie, il apparaît en 1468. En France, des tentatives de cultures sont réalisées au XVIIe siècle, mais en Camargue, ce n'est que dans la seconde moitié du XXe siècle que cette culture se développe, parallèlement à l'aménagement du delta du Rhône.

## Riziculture sèche
Il existe une riziculture sèche, où le riz ne dispose que des eaux des pluies. On peut la pratiquer sur des brûlis forestiers ou herbeux, mais il faut en déplacer les champs chaque année, ce qui impose une longue jachère entre deux utilisations des mêmes champs. On sème directement les graines dans le sol, on n'apporte pratiquement pas de fumures. Il n'y a qu'une seule récolte annuelle. Les rendements, qui dépendent en plus de la variabilité des pluies, sont souvent très médiocres (de 7 à 12 quintaux à l'hectare). Cette pratique rudimentaire se maintient en Malaisie, dans les hauts-plateaux du Viêt Nam, dans la région montagneuse du triangle d'or aux confins du Laos, de la Birmanie et de la Thaïlande...
Plus perfectionnée est la culture sèche avec jachère courte, souvent remplacée par la culture de fourrage pendant 3 ou 4 années. Les travaux de labourage, de désherbage sont souvent motorisés. On effectue un semis direct dans le champ. Le paysan utilise des engrais organiques ou minéraux. Les rendements peuvent atteindre 20 quintaux à l'hectare. On trouve cette riziculture au Japon, à Taïwan, en Malaisie.

## Culture traditionnelle du riz

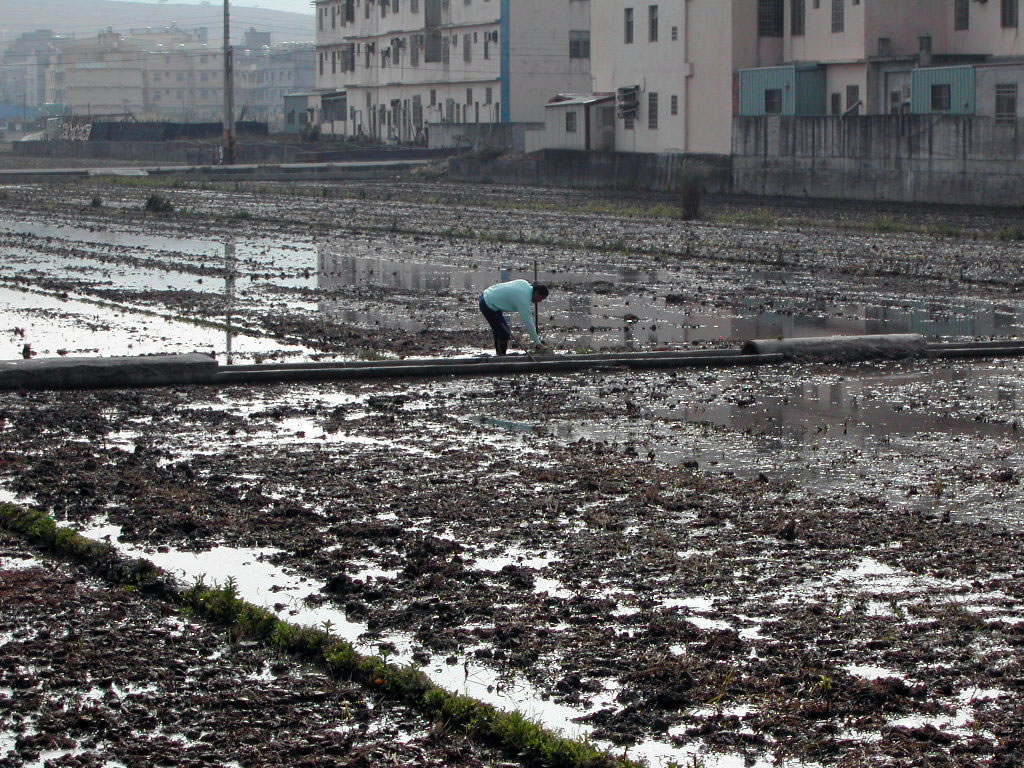
Rizière inondée près de Taichung (Taïwan, 2004).

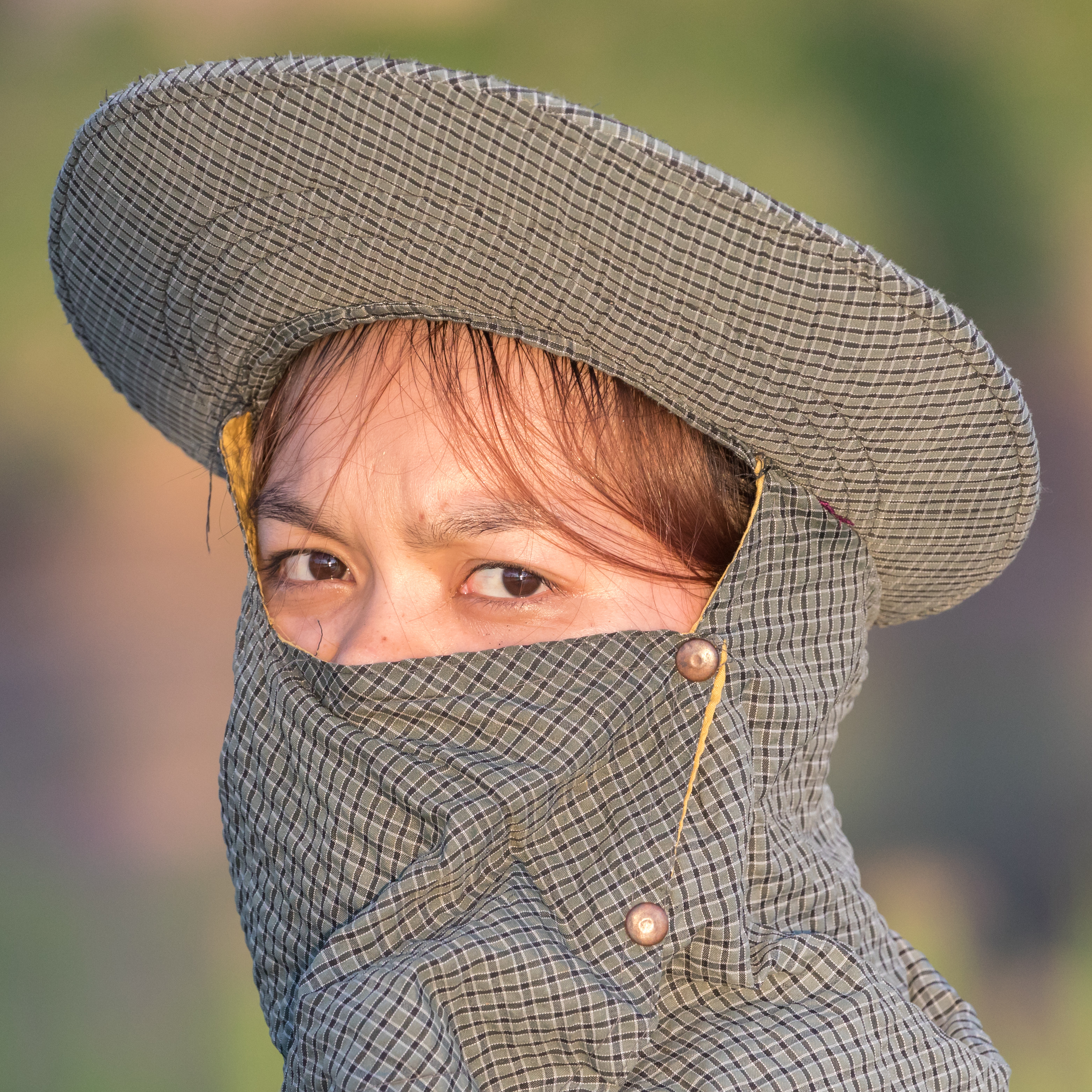
Jeune femme portant une cagoule pendant la plantation du riz pour la protéger du Soleil, vers Don Det, Laos. Juillet 2018.

La « riziculture irriguée », qui produit un riz aquatique, le « riz irrigué », est le type de culture le plus répandu et le plus intensif, avec la méthode Fukuoka. Environ les trois quarts de la production de riz mondiale proviennent de cet agrosystème, où les méthodes traditionnelles permettent de produire 5 à 10 tonnes par cycle et par hectare. Dans les régions chaudes et fertiles jusqu'à trois récoltes par an sont faites.
Certaines des rizières en terrasse du sud de la Chine et du nord des Philippines ont plus de deux mille ans. Ces paysages spectaculaires témoignent de l'ingéniosité des paysans riziculteurs. Comme en plaine, ils ont réussi à créer et entretenir des réseaux de digues de 40 à 60 cm de hauteur, assurant un niveau d’eau d’environ 10 cm, dont le riz a besoin pour se développer normalement, de la semence à la récolte.

### Acheminement de l’eau
Cet aspect joue un rôle important, il varie selon les conditions de chaque implantation. L’eau de pluie, par exemple,  est collectée dans les champs à haute altitude, où l’eau des rivières est retenue par des digues. Souvent il est nécessaire d'acheminer l’eau dans les champs par des canaux, des tunnels ou des aqueducs. En plus de nombreux dispositifs,  parfois ingénieux, l’eau peut souvent simplement provenir de rivières, de lacs ou de réservoirs, et être apportée dans les champs à l’aide de seaux.

### Culture traditionnelle

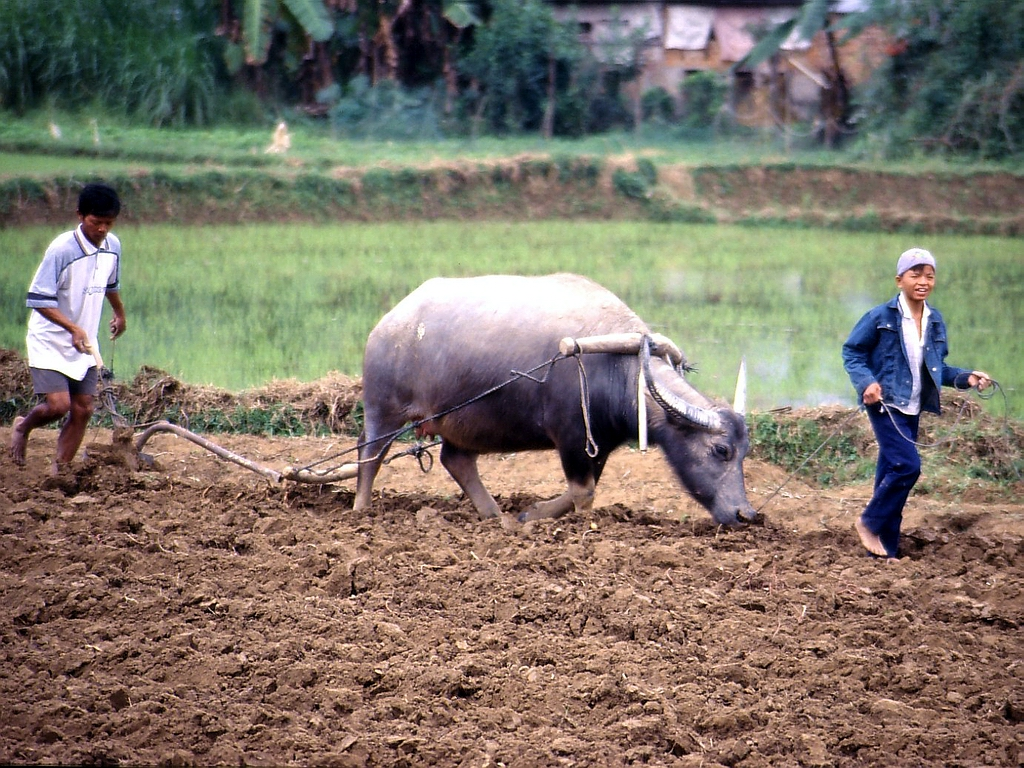
Labourage à l'aide d'un buffle (Viêt Nam, 2005).

Ce mode de culture existe aujourd’hui encore. Des buffles, attelés et guidés par les agriculteurs, permettent de tirer la charrue dans une boue gluante. Ainsi, les restes végétaux et le fumier sont enfouis. Un travail exténuant, pour les hommes comme pour les bêtes. Les mottes de terre soulevées doivent être démembrées soigneusement, car plus la terre est homogène, mieux les semences pourront pousser. Pour terminer, le champ est nivelé. Il faut encore vérifier que les digues n’ont subi aucun dommage, et on les libère des mauvaises herbes. En Chine, une technique ancestrale consiste à lâcher des canards affamés afin d'exterminer systématiquement les parasites, tels que les chenilles et les larves, ainsi que les mauvaises herbes.
On notera que, dans le Japon médiéval, le riz était cultivé uniquement sur les berges après les crues, dans les dépôts de limons, en semis direct, sans repiquage ni inondation contrôlée. Cette tradition a inspiré la méthode Fukuoka, avec semis simultané à la moisson, restitution de toute la paille étalée de façon sauvage et spontanée, et surtout couvert vivant permanent de légumineuses.
Tout le processus et plus encore sont décrits et analysés sous l'angle tant agronomique que philosophique dans La Révolution d'un seul brin de paille, de Masanobu Fukuoka.

### Croissance du riz

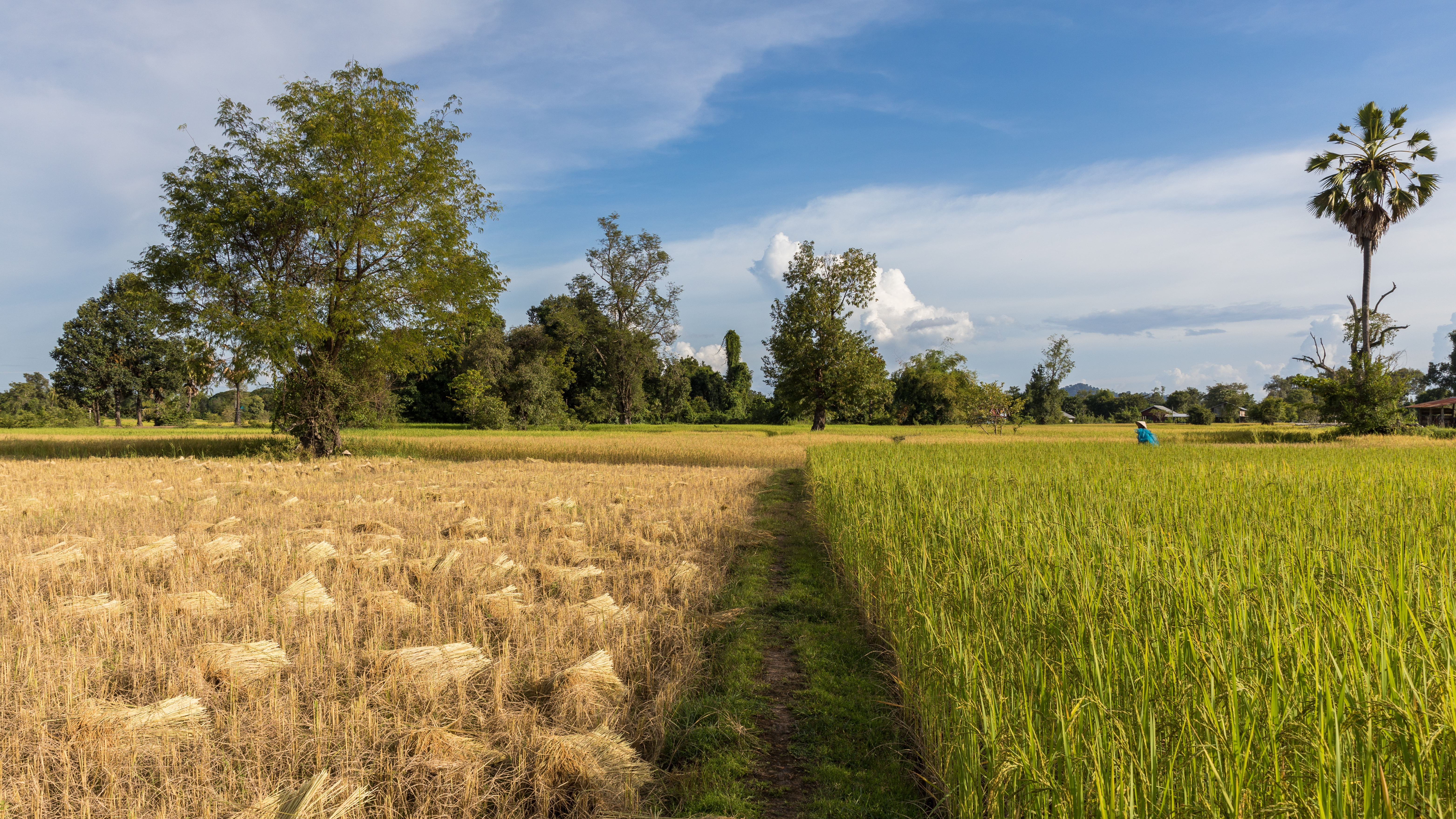
Chemin dans la campagne avec des arbres et des rizières, de couleur blonde avec le riz coupé à gauche, et encore vertes à droite, pendant la récolte d'octobre 2017 à Don Det, Si Phan Don, Laos.

L'utilisation de jeunes plants en bon état est essentielle pour la récolte.
Pendant les travaux de préparation, les jeunes plants germent dans des plates-bandes de semences. Celles-ci proviennent de grains de première qualité triés par les femmes, qui parcourent les champs avant les grandes récoltes, et coupent les panicules les mieux développés et les plus sains.
Quelle que soit la manière de semer, il faut que la semence gonfle et germe légèrement dans de l’eau propre.
Lorsque les jeunes plants ont atteint une taille suffisante, ils sont déterrés avec précaution, et repiqués dans les champs inondés, à 20 cm les uns des autres.

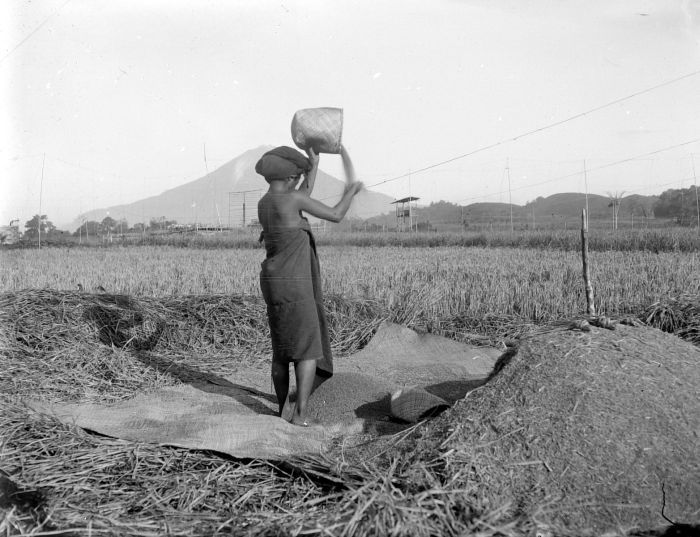
Vannage du riz en Indonésie, entre 1914 et 1918.

Cinq à six mois plus tard, le riz, d’un jaune doré, peut être récolté. Trois semaines avant la récolte, l’eau est évacuée. Les panicules dorées sont coupées à la faucille, puis séchées au soleil, éparses ou liées. Le battage s’effectue ensuite sur le sol ou sur des planches en bois. Les grains ainsi obtenus sont ensuite « vannés », c’est-à-dire versés dans des corbeilles plates, d'où ils sont lancés en l’air, pour que le vent emporte la glume légère. Toutes les étapes de ce processus sont aujourd’hui de plus en plus mécanisées.

### Riziculture et pisciculture
Une technique traditionnelle d'élevage de carpes en association avec la riziculture a fait l'objet d'études récentes, montrant qu'elle permettait d'utiliser 2/3 de pesticides en moins et 1/4 de fertilisants en moins. Les carpes permettent en effet de lutter efficacement contre Magnaporthe grisea, un champignon affectant le riz, ou d'autres parasites également, comme le rice planthopper. Par ailleurs, elles permettent de réguler la présence d'azote, et ainsi de faire un moindre usage des fertilisants.

### Impact environnemental

#### Besoins en eau douce
La culture du riz nécessite des quantités très importantes d'eau, plus de 1 500 tonnes d'eau par tonne de riz ou 8 000 m3/ha[réf. nécessaire]. C'est la raison pour laquelle elle est localisée dans des zones arrosées ou humides, comme la Chine du Sud, les deltas du Mékong et du fleuve Rouge au Vietnam, ou la Camargue en France.

#### Réchauffement climatique
La culture intensive du riz contribue à l'effet de serre, car elle est à l'origine de l'émission d'une quantité importante de méthane, (environ 120 g par kilogramme de riz), puissant gaz à effet de serre. La riziculture est en effet le deuxième producteur mondial de méthane, en émettant 60 millions de tonnes par an, juste derrière l'élevage des ruminants, qui engendre 80 millions de tonnes par an.
En riziculture, deux types de bactéries agissent : les bactéries anaérobies se développent en l'absence d'oxygène ; les bactéries aérobies se développent en présence d'oxygène. Les bactéries anaérobies produisent du méthane tandis que les aérobies en consomment. Les techniques d'irrigation couramment utilisées pour la riziculture favorisent le développement principal des bactéries anaérobies, la production de méthane n'étant que très peu absorbée par les bactéries aérobies. En conséquence, une grande quantité de méthane est produite et relâchée dans l'atmosphère. Des techniques alternatives d'irrigation pourraient cependant être utilisées pour limiter ce problème.

## Riziculture en Europe
Bien qu'introduit par les maures en Andalousie depuis le Moyen Âge, et bien que cuisiné sous des formes originales dans les divers pays producteurs européens, la riziculture est restée marginale, et avec une production totale de 2,5 millions de tonnes, l'Europe récolte moins de 0,5 % de la production mondiale. En pourcentage de la production 2002 (source FAO)  : Italie 53 %, Espagne 31 %, Grèce 6 %, Portugal 6 %, France 4 %. Sont produites diverses variétés de « japonica » (grains mi-longs et ronds) sous le nom de "Carolino" en Espagne et au Portugal.
Le Portugal, premier pays européen pour la consommation per capita, produit également un grain long pour garniture "Agulha" et du Basmati Brajma.
La France produit entre autres le riz camarguais rouge, dont la couleur a fait la célébrité (mais on le trouve également de couleur blanche).

## Riziculture aux États-Unis

### Histoire
En 1694, un brick hollandais parti de Madagascar, doublant le cap de Bonne-Espérance, fut pris dans une tempête et s'échoua dans la baie de Charleston, en Caroline du Sud. Le bateau était endommagé, et il fallut le réparer sur place. La population accueillit chaleureusement l’équipage. Prêt à repartir, le capitaine remercia le gouverneur de son hospitalité et lui offrit, en guise de cadeau d’adieu, un sac de Golden Seed Rice (semences de première qualité).
En 1850, l’Arkansas plantait déjà du riz, mais ce n’est qu’avec la chute lente et inexorable du prix du coton, encore prédominant à l’époque, que le riz gagna en importance. L’Arkansas avait aussi perdu beaucoup d’hommes pendant la guerre de Sécession et on alla chercher de la main-d’œuvre en Europe, en Allemagne et surtout en Suisse. Aujourd’hui les États-Unis font partie des plus grands exportateurs de riz.
Au début du XXe siècle, une série d’ouragans dévastèrent les dernières cultures de riz de la Caroline du Sud, qui abandonna la riziculture en 1927. La riziculture se déplaça toujours plus vers l’ouest, et particulièrement vers l’Arkansas, dont l’hymne officiel dit aujourd’hui encore : « là où les rizières foisonnent ».

### Moyens techniques

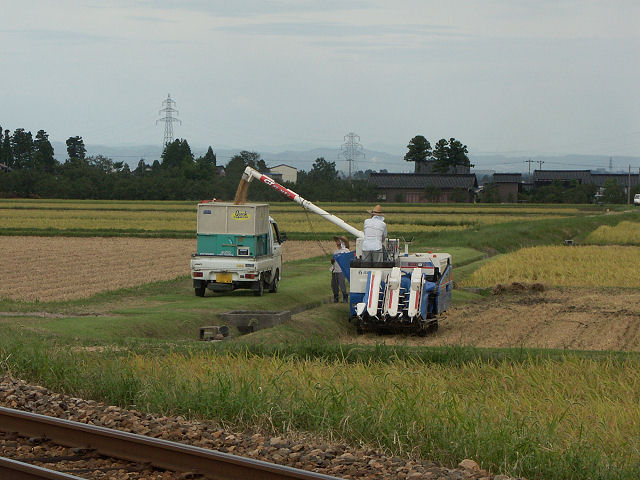
Récolte du riz.

Des machines équipées de techniques laser nivellent les champs gigantesques et calculent au millimètre près ce qui est nécessaire à un parfait système d’irrigation. Des machines spéciales construisent les barrages. Passant en survol entre huit et dix mètres de hauteur, des avions déversent la semence gorgée d’eau dans les champs inondés.
La récolte s’effectue la plupart du temps à l’aide de plusieurs puissantes moissonneuses-batteuses avançant à des distances échelonnées. Les puissantes machines se déplacent avec un bruit sourd dans les immenses rizières pour récolter le paddy dans les véhicules silos qui les accompagne.

### Récolte
Contrairement aux autres céréales et à la moisson manuelle, les plants de riz ne sont pas coupées avec la tige ; on récolte uniquement les panicules. Le « paddy » est transporté des champs aux installations de séchage, puis entreposé dans des silos. Débarrassé de la glume, nettoyé puis trié dans d’énormes moulins à riz (rizeries), il peut alors être stocké ou exporté facilement, en bénéficiant de son volume réduit. On l’appelle dès lors « riz cargo » ou « riz complet ». Suivant les besoins, il subit encore d’autres stades de traitement avant d’être commercialisé sous diverses appellations. En plus de 300 ans de riziculture, les États-Unis ont développé les technologies les plus sophistiquées pour le traitement du riz.
L’Arkansas est l'État le plus grand producteur de riz des États-Unis, suivi par la Louisiane, la Californie, le Texas, le Mississippi et le Missouri.